# Richfield (Pennsilvània)
Richfield és una concentració de població designada pel cens dels Estats Units a l'estat de Pennsilvània. Segons el cens del 2000 tenia 459 habitants.

## Demografia
Segons el cens del 2000, Richfield tenia 459 habitants, 160 habitatges, i 123 famílies. La densitat de població era de 211 habitants/km².
Dels 160 habitatges en un 31,3% hi vivien nens de menys de 18 anys, en un 71,3% hi vivien parelles casades, en un 3,8% dones solteres, i en un 23,1% no eren unitats familiars. En el 20,6% dels habitatges hi vivien persones soles el 13,1% de les quals corresponia a persones de 65 anys o més que vivien soles. El nombre mitjà de persones vivint en cada habitatge era de 2,58 i el nombre mitjà de persones que vivien en cada família era de 2,97.
Per edats la població es repartia de la següent manera: un 21,4% tenia menys de 18 anys, un 6,5% entre 18 i 24, un 25,3% entre 25 i 44, un 20,9% de 45 a 60 i un 25,9% 65 anys o més.
L'edat mediana era de 43 anys. Per cada 100 dones de 18 o més anys hi havia 85,1 homes.
La renda mediana per habitatge era de 35.333 $ i la renda mediana per família de 39.375 $. Els homes tenien una renda mediana de 29.750 $ mentre que les dones 22.500 $. La renda per capita de la població era de 17.555 $. Entorn del 5,8% de les famílies i el 9,6% de la població estaven per davall del llindar de pobresa.

## Poblacions més properes
El següent diagrama mostra les poblacions més properes.